# Glutenmehl
Glutenmehl ist ein Extrakt aus dem Mehl von Weizen, Gerste oder Roggen. Zu seiner Erzeugung wird dem Mehl durch mechanische Abtrennung die Stärke entzogen.
Glutenmehl findet Verwendung als Teigzusatz für Brote und Brötchen, um die Backeigenschaften des Teigs zu verbessern. Gluten führt zu mehr Teigvolumen während des Backvorgangs und erhöht die Festigkeit. Glutenmehl wird auch zur Herstellung von Seitan verwendet.